# Chuanqi (théâtre)
Pour les récits courts en langue classique, voir Chuanqi (nouvelle).
Le chuanqi (chinois 传奇, EFEO tch'ouan k'i, « transmission de l'extraordinaire ») est un style du théâtre-opéra chinois. C'est le genre dominant du théâtre chinois sous la dynastie Ming, jusqu'au xvie siècle, succédant ainsi au zaju de la dynastie Yuan. Le nom est repris de celui du genre de nouvelles des Tang.

## Origines: le théâtre du Sud
Un théâtre du Sud (appellation générique : nanxi) existait en même temps que le théâtre du Nord (le zaju) des Yuan. Les origines et les caractéristiques de cette tradition méridionale sont cependant obscures. Après que la dynastie des Song se fut réfugiée dans le Sud, une forme de zaju serait née dans la ville de Yongjia (l'actuelle Wenzhou). On ne sait quelles étaient exactement les différences entre ce zaju de Yongjia, dont il ne reste que quelques titres d'histoires tragiques, et le zaju du Nord. Les plus anciennes pièces de la tradition méridionale entièrement conservées, au nombre de trois, ont été pour leur part recueillies dans une encyclopédie du début des Ming : l'une d'elles pourrait remonter, bien que ce ne soit pas certain, aux Song du Sud, mais l'ensemble daterait plutôt de la dynastie Yuan.
Sous les Yuan, les mêmes thèmes pouvaient être traités sous la forme d'un zaju et sous une forme méridionale. Schématiquement, la musique du Sud était considérée comme plus langoureuse que celle du Nord, plus «martiale », et de là le répertoire du Sud fait une plus large place aux pièces sentimentales.
2600 chuanqi ont été répertoriés, œuvre de 740 auteurs connus sous les Ming et 1050 auteurs sous les Qing. De ces chuanqi, environ 600 ont été préservés jusqu'à nos jours.

## Lechuanqides Ming
Le terme chuanqi (« transmettre l'extraordinaire »), reprenant le nom d'un genre de nouvelle des Tang, a servi a désigner sous les dynasties Ming (1368-1644) et Qing la forme la plus en vogue de théâtre, dans la tradition méridionale.

### Caractéristiques du genre
Par rapport au zaju des Yuan, le chuanqi se caractérise d'abord par sa longueur : plusieurs dizaines d'actes, généralement de trente à quarante (chu, acte ou scène). En outre plusieurs personnages peuvent chanter. La musique du Sud, plus douce que celle du Nord et plus adaptée aux histoires d'amour, a d'abord été utilisée, mais rapidement les mélodies du Nord et les airs populaires ont été utilisées avec les mélodies méridionales. On compte 543 mélodies du Sud et neuf modes. Contrairement au zaju, plusieurs modes peuvent en effet se suivre dans un acte. Les « grandes mélodies », plusieurs airs successifs sur un même mode, sont généralement dévolues aux principaux personnages, en opposition aux « petites mélodies ». Les principaux rôles sont les suivants : le sheng, personnage masculin principal, le dan, personnage féminin principal, le jing, personnage violent, très maquillé, le chou, clown. Toute une série de personnages secondaires accompagne ces rôles principaux. Les pièces s'ouvraient par un prologue, puis un acte présentait le héros et l'acte suivant l'héroïne,.

### L'Histoire du luthet les «Quatre grandschuanqi»
Il n' y a pas de rupture entre le théâtre du Sud des Song et des Yuan et le chuanqi des Ming. Le Pipa ji et les pièces appelées les « quatre grands chuanqi » marquent le passage de l'un à l'autre. C'est de cette période, à la charnière des Yuan et des Ming, que date L'Histoire du luth (Pipa ji), en quarante-deux actes, écrite par Gao Ming (1307-1371), première pièce marquante du genre, qui célèbre la piété filiale et les devoirs conjugaux. Les quatre grands chuanqi sont : le Jingchai ji (zh) (L'Épingle de ronces), le Baitu ji (zh) (Le Lièvre blanc), le Baiyue ting (La Prière à la lune) et le Shagou ji (zh) (Le Meurtre du chien). Les incertitudes quant à la paternité des « quatre grands chuanqi » du xive siècle témoignent de la proximité du genre avec la littérature populaire,.
Le Jingchai ji est attribué à Ke Danqiu. Un fait divers est à l'origine de la pièce : une courtisane se suicide après avoir été abandonnée par un lettré des Song. Dans la pièce, à l'inverse, le lettré, Wang Shifeng, refuse de se remarier avec la fille du Premier Ministre et d'abandonner sa première épouse, Qian Yulian. On essaye de faire croire à celle-ci le contraire pour la contraindre elle aussi à se remarier, ce qu'elle refuse de faire. La pièce se termine par un happy end. Un livret pour acteurs, manuscrit et datant de 1431, intitulé Liu Xibi jingchai ji (Liu Xibi, ou L'Histoire de l'épingle en épine) a été découvert dans une tombe Ming en 1975 : il s'agit d'une version antérieure de la pièce.

### Un théâtre littéraire

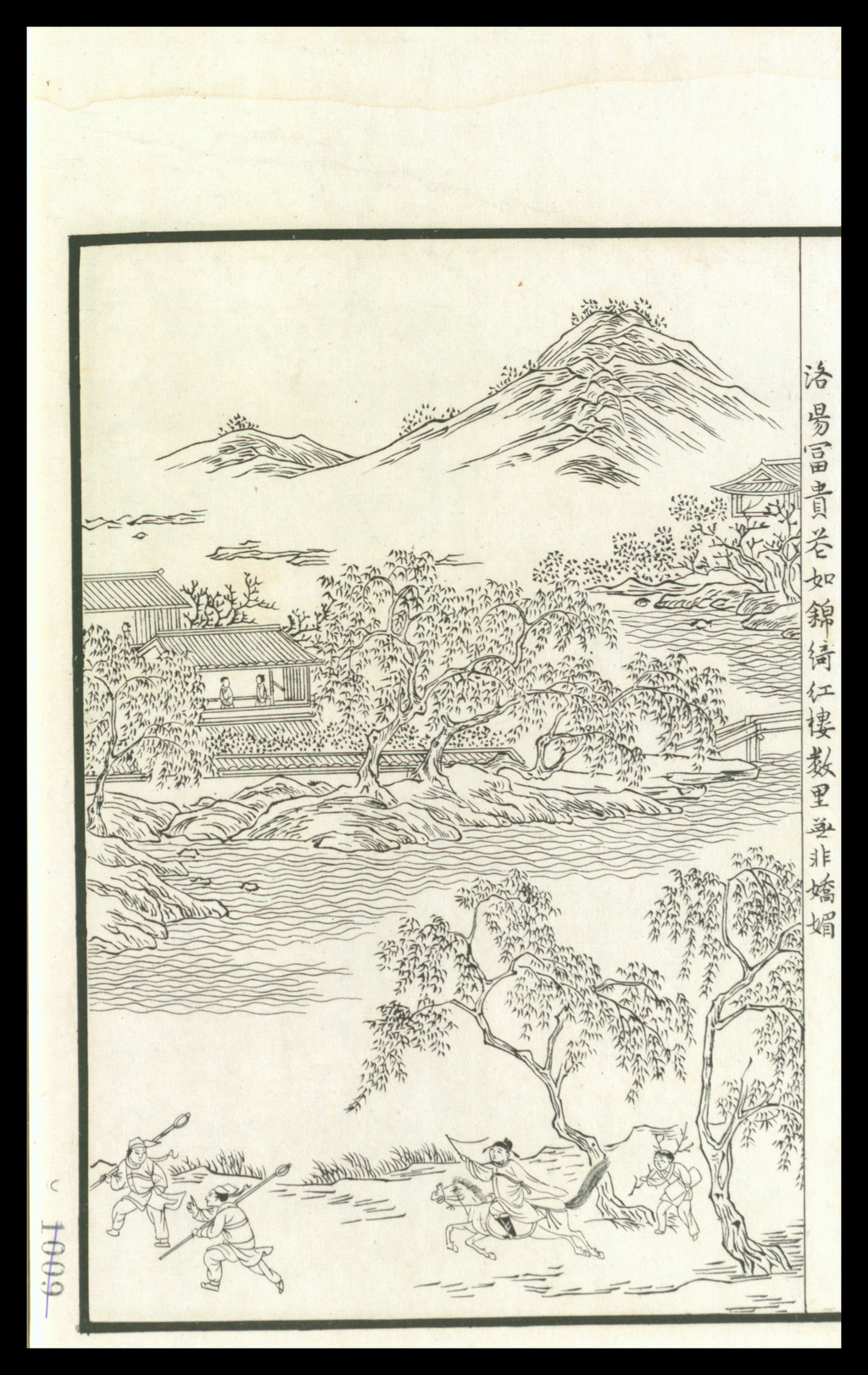
Illustration de lHistoire du luth. Fin de la dynastie Ming

En dépit de leurs règles strictes, les zaju des Yuan avaient pour sujet une grande variété de thèmes. Les chuanqi sont formellement moins rigoureux. En revanche leurs thèmes sont moins variés, le sujet des pièces étant souvent une histoire d'amour. Les dramaturges se préoccupent avant tout de la qualité littéraire des passages chantés. En effet, alors que sous les Yuan l'écriture de livrets pour le théâtre était une activité peu considérée, sous les Ming les lettrés s'intéressent ouvertement au genre théâtral. Les lettrés dramaturges suivaient donc une carrière officielle, et pouvaient même exercer d'importantes fonctions, à l'instar de Qiu Jun ou Ruan Dacheng. Les pièces étaient ainsi conçues autant pour la lecture que pour la représentation. Elles faisaient l'objet d'éditions soignées, accompagnées de gravures. Lorsqu'elles étaient représentées, seuls des extraits étaient généralement joués à cause de leur longueur,. Lorsqu'elles étaient jouées en entier, les représentations s'étalaient sur plusieurs journées. Familles riches et guildes de marchands finançaient les troupes théâtrales.
Deux principales écoles sont distinguées : celle qui s'attachait avant tout à l'aspect littéraire du texte et celle qui respectait tout d'abord les règles prosodiques et musicales. La première, appelée École de Linchuan, est principalement représentée par Tang Xianzu. La seconde, l'École de Wujiang, a pour maître Shen Jing (zh),.

### Duchuanqiaukunqu
Diverses adaptations musicales ont donné naissance à des variantes régionales du chuanqi : opéra de Haiyan (Haiyan qiang), opéra de Yuyao (Yuyao qiang), opéra de Yiyang (zh) (Yiyang qiang). De ces opéras régionaux, le plus connu est le kunqu (« opéra de Kunshan »), toujours joué et faisant partie depuis 2001 du Patrimoine culturel immatériel de l'humanité. Vers 1540, Wei Liangfu (it), musicien de Kunshan, faisant la synthèse de différents styles, crée un nouveau style musical en mêlant à la musique du Sud des mélodies et des instruments venus du Nord. Le kunqu désigne les pièces écrites sur ce nouveau style et est le genre le plus raffiné du théâtre-opéra chinois. En lavant la gaze (Huansha ji (zh)) de Liang Chenyu (it) (1520-1593), œuvre dont la poésie a grandement contribué au prestige du genre, est la première pièce écrite dans ce style. Par la suite le kunqu est le style musical dans lequel sont joués la plupart des chuanqi, mais d'autres styles musicaux pouvaient être utilisés.

### Principaux auteurs

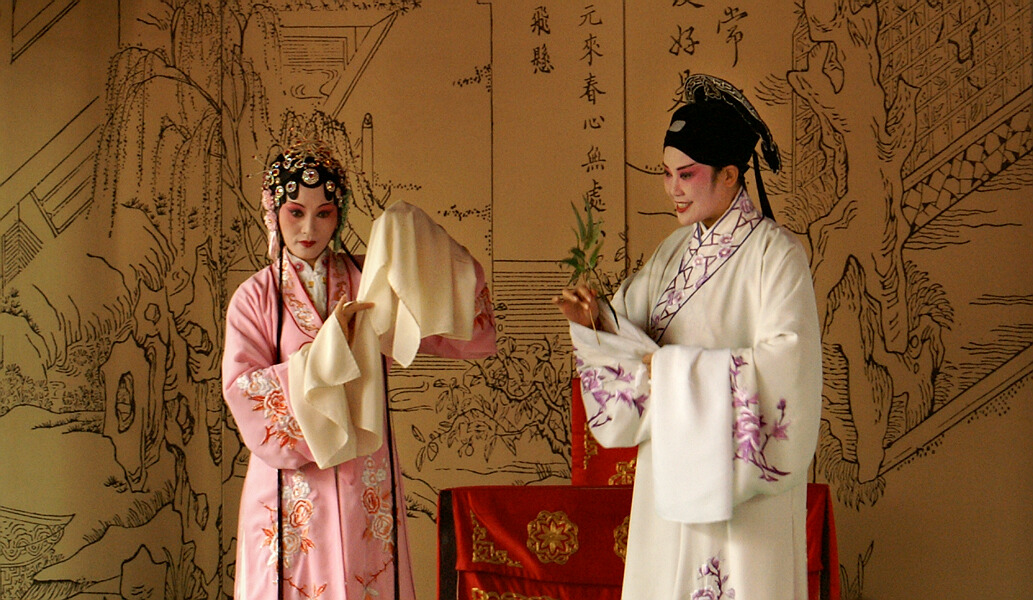
Représentation du Pavillon aux pivoines

Le genre atteint son apogée à partir du xviie siècle, lorsque les lettrés s'y intéressent ouvertement. Tang Xianzu (1550-1616) est l'auteur de quatre chuanqi, appelés les « Quatre Rêves », dont le plus connu est le Pavillon aux pivoines. Dans cette pièce de cinquante-cinq actes, à travers le songe, l'amour et la vie triomphent de la mort et des conventions familiales et sociales. La très grande qualité littéraire du Pavillon aux pivoines vaut à cette pièce de figurer au rang des plus grandes œuvres de la littérature chinoise.
Le répertoire de Li Yu (李玉, 1591 ?-1671 ?) et Li Yu (李漁, ou Li Liweng, 1610-1680) date de la fin des Ming et du début des Qing (1644-1911). Le premier est l'auteur de chuanqi qui ont pour cadre les événements politiques de son temps. Son style, alliant simplicité et naturel, tranche avec le style lettré confinant parfois au maniérisme habituel dans le genre. Le second Li Yu (李漁) appartient à un courant libertin, et privilégie la comédie et la satire. Lui-même directeur de troupe, il est l'auteur de pièces resserrées sur une intrigue et un personnage, dans un cadre contemporain.
Parmi les nombreux auteurs de la période, on peut encore citer Feng Menglong, auteur entre autres du Rêve séduisant, une adaptation pour le kunqu du Pavillon aux pivoines (1598) de Tang Xianzu.

## Lechuanqides Qing
Sous les Qing (1644-1911), les pièces les plus réputées sont L'Éventail aux fleurs de pêcher (en) de Kong Shangren, et par Le Palais de la Vie éternelle de Hong Sheng. Le Palais de la Vie éternelle a pour thème les amours de la favorite Yang Guifei et l’empereur des Tang Xuanzong. L'Éventail aux fleurs de pêcher est une pièce historique se déroulant au moment de la chute de la dynastie Ming.
D'autres auteurs se sont illustrés dans le genre, comme Jiang Shiquan, ainsi qu'au xviiie siècle plusieurs femmes, telle Wang Yun, qui exploite le thème de la femme travestie dans sa pièce Rêve de prospérité (Fanhua meng).